# Ulysses (Schiff, 1913)
Die Ulysses (IV) war ein 1913 in Dienst gestelltes Passagierschiff der britischen Reederei Blue Funnel Line, das Passagiere und Fracht von Großbritannien nach Australien beförderte. Am 11. April 1942 wurde das Schiff südlich von Cape Hatteras von einem deutschen U-Boot versenkt. Alle 290 Passagiere und Besatzungsmitglieder überlebten, aber die Ulysses war das größte Schiff, das die Blue Funnel Line während ihrer gesamten Bestehenszeit verlor.

## Geschichte

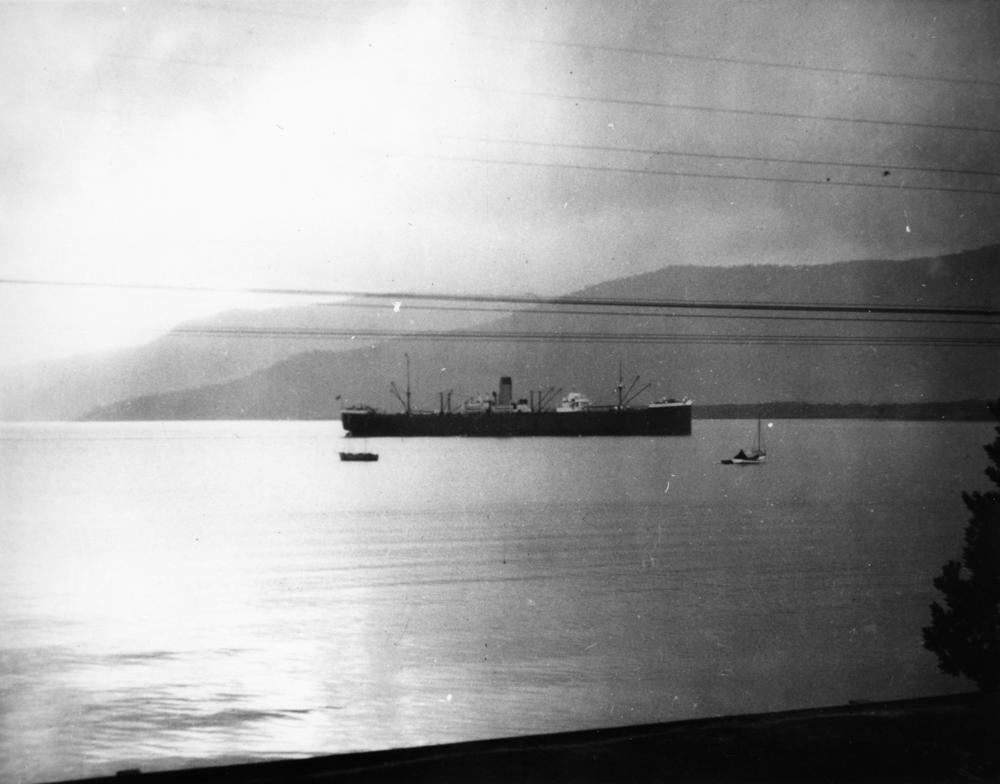
Die Ulysses beim Einlaufen in Cairns

Das 14.499 BRT große Dampfschiff Ulysses wurde bei Workman, Clark & Company in Belfast für den Australiendienst der Blue Funnel Line gebaut. Sie war das Schwesterschiff der Nestor (III) (14.501 BRT), die bei derselben Werft gebaut wurde und am 7. Dezember 1912 vom Stapel lief. Der Stapellauf der Ulysses folgte am 5. Juli 1913 und im darauffolgenden Oktober wurde das Schiff fertiggestellt. Das 171,66 Meter lange und 20,84 Meter breite Passagier- und Frachtschiff hatte einen Schornstein, zwei Masten und zwei Propeller und wurde von einer Dampfmaschine angetrieben, die eine Geschwindigkeit von 13,5 Knoten ermöglichte. Die Ulysses konnte 350 Passagiere Erster Klasse befördern.
Das Schiff bediente die Route Glasgow–Liverpool–Kapstadt–Brisbane. Ab 1915 wurde die Ulysses zum Transport australischer Truppen von Australien nach Sues verwendet. Ab 1917 brachte sie amerikanische Truppen auf der Nordatlantik-Route von den USA nach Europa. Im September 1920 kehrte sie in den zivilen Passagierverkehr nach Australien zurück. 1926 wurde die Passagierkapazität auf 250 Passagiere gesenkt und 1936 noch einmal auf 175. Die Ulysses war eines der letzten Schiffe, das vor der japanischen Invasion Hongkongs im Dezember 1941 die Stadt verließ.
Am 11. April 1942 befand sich die Ulysses unter dem Kommando von Kapitän James Appleton Russell auf einer Fahrt von Sydney über Panama nach Halifax und Liverpool. An Bord waren 190 Besatzungsmitglieder, fünf Kanoniere, 95 Passagiere und 9544 Tonnen Fracht, darunter 4.000 Tonnen Roheisen. Sie war nicht bewaffnet, fuhr ohne Geleitschutz und hatte keine kampffähigen Truppen an Bord. Um 22.13 Uhr am Abend des 11. April wurde der Dampfer 45 Seemeilen südlich von Cape Hatteras vor der Küste von North Carolina von einem Torpedo von U 160 (Kapitänleutnant Georg Lassen) getroffen. Der Torpedo kam aus einem Heckrohr von U 160 und schlug im Heck der Ulysses ein.
Um 22.53 Uhr wurde ein Fangschuss abgegeben. Während Passagiere und Besatzung das Schiff verließen, fuhr U 160 um das Schiff herum und gab um 23.27 Uhr einen Fangschuss in die andere Seite ab. Etwa 30 Minuten später ging die Ulysses auf der Position 34.23N/75.35W unter. Die U-Boot-Besatzung sah den Untergang nicht mehr, da U 160 wegen eines näher kommenden Flugbootes abdrehte. Es gab keinen Personenschaden. Die Schiffbrüchigen wurden von dem amerikanischen Zerstörer Manley aufgenommen und nach Charleston gebracht. Die Ulysses war das größte von U 160 versenkte Schiff und das größte Schiff, das die Blue Funnel Line in ihrer gesamten Geschichte verlor.